# Eriopyga tertulia
Eriopyga tertulia là một loài bướm đêm trong họ Noctuidae.